# Дивовижне китеня
«Дивовижне китеня» (рос. Удивительный китёнок) — анімаційний комедійний фільм 1971 року Творчого об'єднання художньої мультиплікації студії Київнаукфільм, режисер — Ірина Гурвич. Мультфільм озвучено російською і українською мовами.

## Сюжет
Історія про китеня, яке весь час намагалося всіх здивувати.

## Над мультфільмом працювали
- Режисер: Ірина Гурвич[6]
- Автор сценарію:
- Композитор: Борис Буєвський
- Художник-постановник: Генріх Уманський
- Художник-мультиплікатор: Драйцун Марк Олексійович[7]
- Оператор: Анатолій Гаврилов
- Звукорежисер: Леонід Мороз
- Редактор: Марина Буличева